# Edgar Scherick
Edgar J. Scherick (16 octobre 1924, New York – 2 décembre 2002, Los Angeles) est un producteur américain de séries télévisées de format court et de téléfilms. Il est aussi connu pour avoir créé le programme sportif Wide World of Sports sur American Broadcasting Company lorsqu'il avait le poste de vice-président de la programmation en 1961.

## Biographie
Fin 1956, Scherick quitte CBS après huit mois au service des sports déçu par le problème régulier du manque d’évènements sportifs au premier trimestre de l'année,. Il fonde une société de rediffusion d'évènements sportifs, Sports Programs, Inc et informe Bill Reed, un membre de la Big Ten Conference, que la retransmission de leurs évènements va être déprogrammée par CBS en raison de la faible audience. Il propose à Reed de syndiquer les programmes au niveau régional et réussit à conserver la diffusion des évènements avec un nouveau sponsor,.
Par la suite, il engage plusieurs jeunes présentateurs pour ses programmes dont Jim Spence (futur vice-président d'ABC Sports), Chet Simmons, Chuck Howard. En 1960, il engage Roone Arledge et lui propose de produire une nouvelle émission sportive avec sa société Sports Programs, Wide World of Sports qui débute le 29 avril 1961 sur ABC,,.